# New Light
"New Light" is een nummer van de Amerikaanse singer-songwriter John Mayer. Op 10 mei 2018 werd het nummer uitgebracht als single.

## Achtergrond
"New Light" is geschreven en geproduceerd door Mayer in samenwerking met No I.D., de artiestennaam van Ernest Wilson. Op 8 mei 2018 kondigde Mayer de single aan op zijn Instagram-pagina en twee dagen later werd het uitgebracht. Het bereikte enkel in Nederland grote hitlijsten met plaats 29 in de Top 40 en plaats 46 in de Single Top 100. In Vlaanderen kwam het niet verder dan de dertiende plaats in de tipparade van de Ultratop 50. In de Verenigde Staten werd de Billboard Hot 100 niet bereikt en bleef het steken op de vijfde plaats in de "Bubbling Under"-lijst met tips voor de Hot 100. Daarentegen werden in het land wel enkele rocklijsten gehaald, met een zevende plaats in de Hot Rock Songs-lijst als hoogste notering.
De videoclip van "New Light" ging op 24 mei 2018 in première. Mayer grapte over de clip op Instagram: "Ik moest een video maken voor 'New Light', maar niemand kon het eens worden over een budget, dus ik ben naar de stad gegaan en de video gemaakt met een bedrijf dat normaal gesproken verjaardags- en bar mitswa-video's maakt." De video begint met een aankondiging van het nummer, waarin de naam van Mayer als "Mayor" is gespeld, gevolgd door Mayer die voor een green screen staat en zegt: "Ik ben John Mayer en ik ben klaar om een ster te worden." Vervolgens staat hij te dansen, speelt hij gitaar en zwaait hij naar neppe zebra's op verschillende green screenlocaties, zoals een keuken in een appartement en piramides in Egypte.

## Hitnoteringen

### Nederlandse Top 40
| Hitnotering: 20-10-2018 t/m 15-12-2018 | Hitnotering: 20-10-2018 t/m 15-12-2018 | Hitnotering: 20-10-2018 t/m 15-12-2018 | Hitnotering: 20-10-2018 t/m 15-12-2018 | Hitnotering: 20-10-2018 t/m 15-12-2018 | Hitnotering: 20-10-2018 t/m 15-12-2018 | Hitnotering: 20-10-2018 t/m 15-12-2018 | Hitnotering: 20-10-2018 t/m 15-12-2018 | Hitnotering: 20-10-2018 t/m 15-12-2018 | Hitnotering: 20-10-2018 t/m 15-12-2018 | Hitnotering: 20-10-2018 t/m 15-12-2018 |
| Week                                   | 1                                      | 2                                      | 3                                      | 4                                      | 5                                      | 6                                      | 7                                      | 8                                      | 9                                      |                                        |
| -------------------------------------- | -------------------------------------- | -------------------------------------- | -------------------------------------- | -------------------------------------- | -------------------------------------- | -------------------------------------- | -------------------------------------- | -------------------------------------- | -------------------------------------- | -------------------------------------- |
| Positie                                | 39                                     | 30                                     | 29                                     | 32                                     | 34                                     | 36                                     | 34                                     | 39                                     | 40                                     | uit                                    |

### Single Top 100
| Hitnotering week 1 t/m 30: 19-05-2018 t/m 08-12-2018 Hitnotering week 31: 12-01-2019 | Hitnotering week 1 t/m 30: 19-05-2018 t/m 08-12-2018 Hitnotering week 31: 12-01-2019 | Hitnotering week 1 t/m 30: 19-05-2018 t/m 08-12-2018 Hitnotering week 31: 12-01-2019 | Hitnotering week 1 t/m 30: 19-05-2018 t/m 08-12-2018 Hitnotering week 31: 12-01-2019 | Hitnotering week 1 t/m 30: 19-05-2018 t/m 08-12-2018 Hitnotering week 31: 12-01-2019 | Hitnotering week 1 t/m 30: 19-05-2018 t/m 08-12-2018 Hitnotering week 31: 12-01-2019 | Hitnotering week 1 t/m 30: 19-05-2018 t/m 08-12-2018 Hitnotering week 31: 12-01-2019 | Hitnotering week 1 t/m 30: 19-05-2018 t/m 08-12-2018 Hitnotering week 31: 12-01-2019 | Hitnotering week 1 t/m 30: 19-05-2018 t/m 08-12-2018 Hitnotering week 31: 12-01-2019 | Hitnotering week 1 t/m 30: 19-05-2018 t/m 08-12-2018 Hitnotering week 31: 12-01-2019 | Hitnotering week 1 t/m 30: 19-05-2018 t/m 08-12-2018 Hitnotering week 31: 12-01-2019 | Hitnotering week 1 t/m 30: 19-05-2018 t/m 08-12-2018 Hitnotering week 31: 12-01-2019 | Hitnotering week 1 t/m 30: 19-05-2018 t/m 08-12-2018 Hitnotering week 31: 12-01-2019 | Hitnotering week 1 t/m 30: 19-05-2018 t/m 08-12-2018 Hitnotering week 31: 12-01-2019 | Hitnotering week 1 t/m 30: 19-05-2018 t/m 08-12-2018 Hitnotering week 31: 12-01-2019 | Hitnotering week 1 t/m 30: 19-05-2018 t/m 08-12-2018 Hitnotering week 31: 12-01-2019 | Hitnotering week 1 t/m 30: 19-05-2018 t/m 08-12-2018 Hitnotering week 31: 12-01-2019 | Hitnotering week 1 t/m 30: 19-05-2018 t/m 08-12-2018 Hitnotering week 31: 12-01-2019 |
| Week                                                                                 | 1                                                                                    | 2                                                                                    | 3                                                                                    | 4                                                                                    | 5                                                                                    | 6                                                                                    | 7                                                                                    | 8                                                                                    | 9                                                                                    | 10                                                                                   | 11                                                                                   | 12                                                                                   | 13                                                                                   | 14                                                                                   | 15                                                                                   | 16                                                                                   | 17                                                                                   |
| ------------------------------------------------------------------------------------ | ------------------------------------------------------------------------------------ | ------------------------------------------------------------------------------------ | ------------------------------------------------------------------------------------ | ------------------------------------------------------------------------------------ | ------------------------------------------------------------------------------------ | ------------------------------------------------------------------------------------ | ------------------------------------------------------------------------------------ | ------------------------------------------------------------------------------------ | ------------------------------------------------------------------------------------ | ------------------------------------------------------------------------------------ | ------------------------------------------------------------------------------------ | ------------------------------------------------------------------------------------ | ------------------------------------------------------------------------------------ | ------------------------------------------------------------------------------------ | ------------------------------------------------------------------------------------ | ------------------------------------------------------------------------------------ | ------------------------------------------------------------------------------------ |
| Positie                                                                              | 95                                                                                   | 84                                                                                   | 57                                                                                   | 46                                                                                   | 55                                                                                   | 68                                                                                   | 77                                                                                   | 83                                                                                   | 88                                                                                   | 68                                                                                   | 90                                                                                   | 90                                                                                   | 93                                                                                   | 73                                                                                   | 62                                                                                   | 67                                                                                   | 98                                                                                   |
| Week                                                                                 | 18                                                                                   | 19                                                                                   | 20                                                                                   | 21                                                                                   | 22                                                                                   | 23                                                                                   | 24                                                                                   | 25                                                                                   | 26                                                                                   | 27                                                                                   | 28                                                                                   | 29                                                                                   | 30                                                                                   |                                                                                      | 31                                                                                   |                                                                                      |                                                                                      |
| Positie                                                                              | 81                                                                                   | 78                                                                                   | 62                                                                                   | 70                                                                                   | 73                                                                                   | 81                                                                                   | 70                                                                                   | 66                                                                                   | 64                                                                                   | 60                                                                                   | 58                                                                                   | 75                                                                                   | 90                                                                                   | uit                                                                                  | 90                                                                                   | uit                                                                                  |                                                                                      |

### NPO Radio 2 Top 2000
| Nummer met noteringen in de NPO Radio 2 Top 2000 | '19  | '20  | '21  | '22  |
| ------------------------------------------------ | ---- | ---- | ---- | ---- |
| New Light                                        | 1051 | 1285 | 1354 | 1727 |

1. ↑  Een vetgedrukt getal geeft de hoogste notering aan.
2. ↑  2019 was het eerste jaar met een notering voor dit nummer.
3. ↑  Deze tabel is bijgewerkt tot en met de laatste editie (2024).